# Didymocentrus jaumei
Espèce
Didymocentrus jaumei est une espèce de scorpions de la famille des Diplocentridae.

## Distribution
Cette espèce est endémique de Cuba. Elle se rencontre dans la province de Villa Clara à Caibarién, Sagua La Grande et Corralillo et dans la province de Matanzas à Martí.

## Description
Les mâles mesurent de 31,99 à 46,77 mm et les femelles de 32,84 à 50,82 mm.

## Étymologie
Cette espèce est nommée en l'honneur de Miguel Luis Jaume García (1905–1990).

## Publication originale
- Armas, 1976 : Escorpiones de archipielago Cubano. VI. Familia Diplocentridae (Arachnida: Scorpionida). Poeyana, no 147, p. 1-35.